# Iglesia de San Martín (Fica)
La iglesia de San Martín es un edificio situado en la entidad de población española de Fica, en la provincia de Vizcaya.

## Descripción
El edificio se encuentra en la entidad de población española de Fica, del municipio de Gámiz-Fica, perteneciente a la provincia de Vizcaya, en la comunidad autónoma del País Vasco. Se menciona como iglesia parroquial del lugar en el octavo volumen del Diccionario geográfico-estadístico-histórico de España y sus posesiones de Ultramar de Pascual Madoz, donde aparece descrita con las siguientes palabras: «igl. parr. (San Martin), servida por 2 beneficiados perpetuos con título de cura, cuya presentacion corresponde á algunas casas ant. del mismo pueblo, y por un sacristan».